# Thaumasura scutellata
Thaumasura scutellata är en stekelart som först beskrevs av Girault 1915.  Thaumasura scutellata ingår i släktet Thaumasura och familjen puppglanssteklar. Inga underarter finns listade i Catalogue of Life.